# Kowsar Women Football League 2017/18
Die Pro League 2017/18 war die 10. Spielzeit der iranischen Fußballliga der Frauen. Titelverteidiger war Ayandeh Sazan Mihan.

## Teilnehmer
- Shardari Bam
- Zob Ahan Isfahan
- 10 weitere Mannschaften, deren Namen unbekannt sind

### Abschlusstabelle
| Pl. | Verein       | Sp. | S  | U | N | Tore    | Diff. | Punkte |
| --- | ------------ | --- | -- | - | - | ------- | ----- | ------ |
| 1.  | Shardari Bam | 11  | 11 | 0 | 0 | 000:000 | ±0    | 33     |

| Zum 11. Spieltag:       |                                          |
| Meister der Pro League  |                                          |
|                         |                                          |
| Zum Saisonende 2016/17: |                                          |
| (M)                     | Amtierender Meister: Ayandeh Sazan Mihan |

Anmerkung: Angaben zu Toren und Gegentoren sowie Anzahl der gesamt geschossenen Tore in der Liga sind unbekannt. Genauso auch die anderen Mannschaften, die an der Liga teilnahmen.